# Euphorbia hedyotoides
Euphorbia hedyotoides är en törelväxtart som beskrevs av Nicholas Edward Brown. Euphorbia hedyotoides ingår i släktet törlar, och familjen törelväxter. IUCN kategoriserar arten globalt som starkt hotad. Inga underarter finns listade i Catalogue of Life.

## Bildgalleri

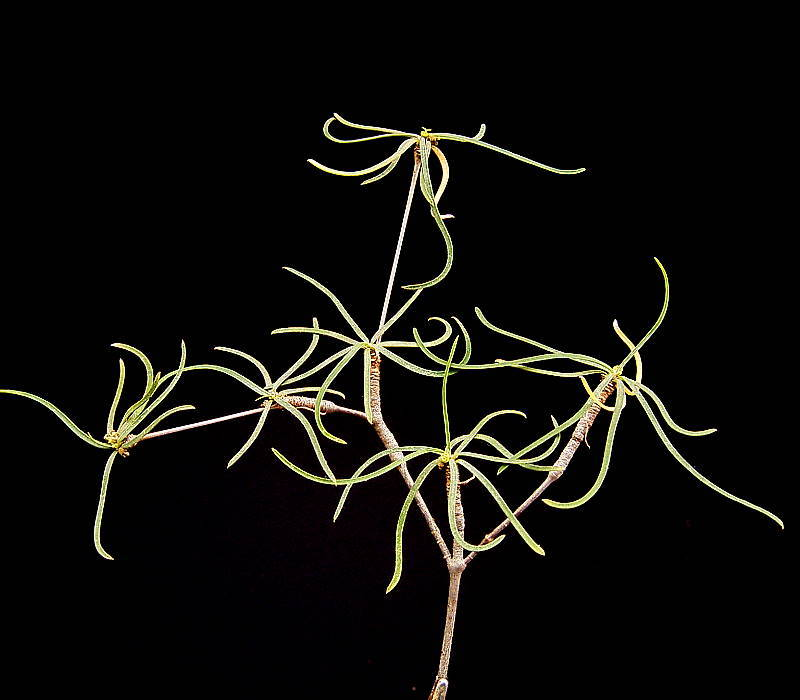